# Bodie (Washington)
Bodie es un área no incorporada ubicada en el condado de Okanogan en el estado estadounidense de Washington.

## Geografía
Bodie se encuentra ubicado en las coordenadas 48°49′58″N 118°53′48″O / 48.83278, -118.89667.